# 覓奇妃
覓奇妃（日语：ミッキークイーン），是日本純種競賽馬匹。生涯活躍於中距離賽事，曾勝出2015年優駿牝馬（日本橡樹大賽）及秋華賞。

## 出賽前
2012年2月8日出生於北海道安平町北部牧場，成長途中被馬主野田美月購入。
其後交由栗東訓練中心練馬師池江泰壽訓練。

## 競賽生涯

### 2歲
2014年12月7日出戰阪神競馬場2歲新馬戰，比賽初段漏閘之下於後方追走，進入直路後雖然跑出全場最快末腳並衝至前方，但仍然以第二完賽。
其後出戰2歲未勝利戰，本次比賽出閘順利且再度爆發末腳之下成功奪得首勝。

### 3歲
2015年首戰爲皇后盃，但於其中因留得太後而未能於直路追上Cat Coin，最終以頸位差距憾負得第二。
其後陣營原定安排其出戰櫻花賞，但於抽選階段被排除於出賽名單外，因而轉戰公開賽勿忘草賞並於其中以輕鬆的姿態奪得冠軍。
5月24日出戰優駿牝馬，比賽初段選擇於後方位置追走，並於通過第三彎道時開始逐步發力。進入直路後，其隨即加緊腳步加速，最終轟出後600米34.0秒的優秀末腳下成功超越前方的薑味烈酒，以3/4馬位優勢取得首個分級賽冠軍。
放草過後出戰玫瑰錦標作爲起動戰，比賽初段選擇於最後方位置推進，進入直路取得爆發速度加速，可惜被稍早前衝出的真摰演說率先透出下落敗得第二。
10月18日出戰秋華賞，賽前奪得第一人氣。比賽開始後，其選擇於中團約莫第八的位置推進，並於通過第三彎道後開始逐步加速。進入直路後，其憑借提早發力的優勢由馬群之中衝出取得領先，後續繼續保持速度下成功阻止後方皇后寶戒的來襲，最終以頸位壓贏對手取勝，亦成功以1分56.9秒的完賽時間打破紀錄。

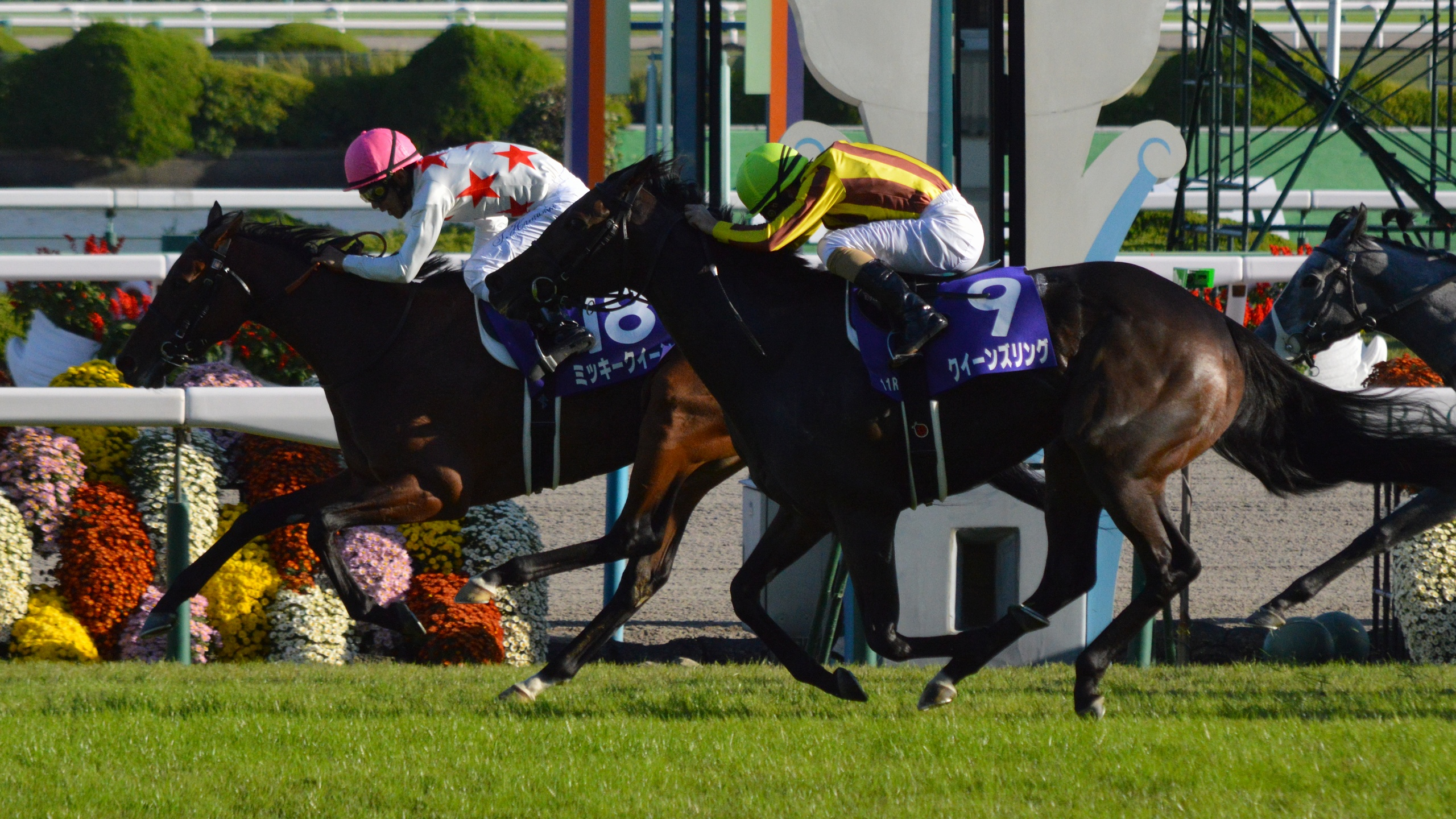
出戰秋華賞的覓奇妃

11月29日出戰日本盃，但於其中完全無法由中團位置加速衝出，最終以第八完賽。
年末，由於其勝出雌馬三冠中的其中兩冠，因而於評選中以全票291票當選最佳3歲雌馬。

### 4歲
2016年以阪神牝馬錦標作爲首戰，由於主戰騎師濱中俊落馬受傷，由李慕華代打策騎。然而其於比賽途中雖然發揮不俗實力，但始終無法追上領放的醒目層次，最終以頸位差距敗於對手得第二。
5月15日出戰維多利亞一哩賽，比賽初段處於後方位置，進入直路和一同衝出的真誠少女展開爭奪，可惜稍微力弱之下逐漸被對手拉開，最終以2馬位差距再度獲得第二。
其後陣營原定安排其出戰寶塚紀念，但被發現左前腳患有韌帶炎之下選擇避戰並進入休養。
秋季其原定於京都大賞典復出，但於賽前再度因扭傷而避戰，最終決定直走11月13日之女皇伊利沙伯二世盃並於其中奪得第三。
12月25日出戰有馬紀念，雖然比賽途中於直路上未有亮眼表現且加速的不足，但仍然可以跑獲一席第五的入板戰績。

### 5歲
2017年再度以阪神牝馬錦標作爲年度首戰，於直路上成功發揮末腳取得領先，其後保持優勢下成功拉開後方的領銜女角1 3/4馬位奪得第三個分級賽冠軍。
5月14日出戰維多利亞一哩賽，雖然賽前獲得第一人氣，但本次比賽於最後300米時突然力弱失速，最終以第七落敗。
其後出戰寶塚紀念，雖然於直路上的表現不俗並且成功由中團位置衝出，但仍然被前方的里見王冠及黃金伶人拉開，最終以第三完賽。
賽後其被發現韌帶炎復發，進入長期休養下於11月的女皇伊利沙伯二世盃復出，雖然於最後直路轟出恐怖的後600米33.7秒末腳，但礙於比賽初段留得太後下仍然落後於魔族之鳥及火星花，再度以第三完賽。
12月24日出戰有馬紀念，比賽途中一直處於後方之下未能進一步加速，最終以第十一大敗。
其後陣營宣佈安排其退役，並於2018年1月31日取消於日本中央競馬會的賽駒註冊。

### 詳細賽績
| 日期       | 舉辦國家 | 馬場 | 距離   | 級別 | 賽事名稱           | 負重 | 騎師   | 馬號 | 出馬 | 名次 | 時間   | 頭馬（二馬）    |
| ---------- | -------- | ---- | ------ | ---- | ------------------ | ---- | ------ | ---- | ---- | ---- | ------ | --------------- |
| 7/12/2014  | 日本     | 阪神 | 草1400 |      | 2歲新馬            | 54   | 濱中俊 | 2    | 17   | 2    | 1:23.3 | Gilda           |
| 21/12/2014 | 日本     | 阪神 | 草1600 |      | 2歲未勝利          | 54   | 濱中俊 | 12   | 18   | 1    | 1:37.1 | （Grandiflora） |
| 14/2/2015  | 日本     | 東京 | 草1600 | GIII | 皇后盃             | 54   | 濱中俊 | 14   | 16   | 2    | 1:34.0 | Cat Coin        |
| 12/4/2015  | 日本     | 阪神 | 草2000 | OP   | 勿忘草賞           | 54   | 濱中俊 | 7    | 12   | 1    | 2:03.5 | （Roca）        |
| 24/5/2015  | 日本     | 東京 | 草2400 | GI   | 優駿牝馬           | 55   | 濱中俊 | 10   | 17   | 1    | 2:25.0 | （薑味烈酒）    |
| 20/9/2015  | 日本     | 阪神 | 草1800 | GII  | 玫瑰錦標           | 55   | 濱中俊 | 8    | 17   | 2    | 1:45.4 | 真摯演說        |
| 18/10/2015 | 日本     | 京都 | 草2000 | GI   | 秋華賞             | 55   | 濱中俊 | 18   | 18   | 1    | 1:56.9 | （皇后寶戒）    |
| 19/11/2015 | 日本     | 東京 | 草2400 | GI   | 日本盃             | 53   | 濱中俊 | 11   | 18   | 8    | 2:25.0 | 湘南魔瓶        |
| 9/4/2016   | 日本     | 阪神 | 草1600 | GII  | 阪神牝馬錦標       | 56   | 李慕華 | 6    | 13   | 2    | 1:33.1 | 醒目層次        |
| 15/5/2016  | 日本     | 東京 | 草1600 | GI   | 維多利亞一哩賽     | 55   | 濱中俊 | 10   | 18   | 2    | 1:31.9 | 真誠少女        |
| 13/11/2016 | 日本     | 京都 | 草2200 | GI   | 女皇伊利沙伯二世盃 | 56   | 濱中俊 | 1    | 15   | 3    | 2:13.1 | 皇后寶戒        |
| 25/12/2016 | 日本     | 中山 | 草2500 | GI   | 有馬紀念           | 55   | 濱中俊 | 8    | 16   | 5    | 2:33.0 | 里見光鑽        |
| 8/4/2017   | 日本     | 阪神 | 草1600 | GII  | 阪神牝馬錦標       | 55   | 濱中俊 | 6    | 16   | 1    | 1:34.3 | （領銜女角）    |
| 14/5/2017  | 日本     | 東京 | 草1600 | GI   | 維多利亞一哩賽     | 55   | 濱中俊 | 11   | 17   | 7    | 1:34.4 | 領銜女角        |
| 25/6/2017  | 日本     | 阪神 | 草2200 | GI   | 宝塚記念           | 56   | 濱中俊 | 8    | 11   | 3    | 2:11.7 | 里見皇冠        |
| 12/11/2017 | 日本     | 京都 | 草2200 | GI   | 女皇伊利沙伯二世盃 | 56   | 濱中俊 | 10   | 18   | 3    | 2:14.3 | 魔族之鳥        |
| 24/12/2017 | 日本     | 中山 | 草2500 | GI   | 有馬紀念           | 55   | 濱中俊 | 13   | 16   | 11   | 2:34.5 | 北部玄駒        |

## 退役後
退役後，覓奇妃成爲了繁殖雌馬，於北海道安平町北部牧場休養，在2018年進行配種。首匹子嗣Mikki King於2019年出生，可於2021年出賽。2024年1月13日，覓奇瑰麗在愛知盃取得勝利，成為首匹勝出分級賽的子嗣。

### 主要子嗣

#### 分級賽優勝子嗣
2020年生
- 覓奇瑰麗（愛知盃）

### 詳細繁殖資料
| 數目   | 馬名       | 出生年 | 性別 | 父系     | 練馬師                                         | 馬主     | 戰績                           |
| ------ | ---------- | ------ | ---- | -------- | ---------------------------------------------- | -------- | ------------------------------ |
| 第一匹 | Mikki King | 2019   | 雄   | 龍王     | 美浦・國枝榮 →名古屋・角田輝也 →栗東・音無秀孝 | 野田美月 | 21戰3冠5亞3季（退役）          |
| 第二匹 | 覓奇瑰麗   | 2020   | 雌   | 覓奇火箭 | 栗東・安田隆行 →栗東・安田翔伍                 | 野田美月 | 9戰5冠0亞0季（現役） 分級賽1勝 |
| 第三匹 | Mikki Dai  | 2021   | 雄   | 龍王     |                                                |          | （未出賽）                     |
| 第四匹 | 覓奇歌后   | 2022   | 雌   | 神威啟示 | 美浦・堀宣行                                   | 野田美月 | 4戰1冠1亞1季（現役）           |
| 第五匹 | 覓奇妃2023 | 2023   | 雄   | 神威啟示 |                                                |          | （出賽前）                     |
| 第六匹 | 覓奇妃2024 | 2024   | 雄   | 農神節慶 |                                                |          | （出賽前）                     |

## 血統簡介
父系大震撼爲日本賽駒，爲日本賽馬史上第二匹無敗三冠馬，生涯出戰十四場賽事僅得兩場未能勝出，退役後配種成績亦極爲優秀。祖父週日寧靜是美國三冠賽雙軍馬，退役後在日本配種，在日本馬壇相當成功，贏得多項分級賽事，其子嗣贏得巨額獎金。
母系音樂感爲法國賽駒，生涯戰績不俗，曾勝出三級賽多拉爾錦標，亦於一級賽香港盃跑獲季軍。外祖父Gold Away爲愛爾蘭生產的法國賽駒，生涯戰績不俗，曾勝出二級賽山谷百合錦標，亦於隆尚磨坊大賽、莊柏德大賽及紀爾斯大賽三項一級賽跑獲亞軍。

### 血統表
| 父線：週日寧靜系（Halo系）     |                         |               |                  |
| 種馬 大震撼 2002年（棗色）     | 週日寧靜 1986年（棕色） | Halo          | Hail to Reason   |
| 種馬 大震撼 2002年（棗色）     | 週日寧靜 1986年（棕色） | Halo          | Cosmah           |
| 種馬 大震撼 2002年（棗色）     | 週日寧靜 1986年（棕色） | Wishing Well  | Understanding    |
| 種馬 大震撼 2002年（棗色）     | 週日寧靜 1986年（棕色） | Wishing Well  | Mountain Flower  |
| 種馬 大震撼 2002年（棗色）     | 風中秀髮 1991年（棗色） | Alzao         | 利法爾           |
| 種馬 大震撼 2002年（棗色）     | 風中秀髮 1991年（棗色） | Alzao         | Lady Rebecca     |
| 種馬 大震撼 2002年（棗色）     | 風中秀髮 1991年（棗色） | Burghclere    | Busted           |
| 種馬 大震撼 2002年（棗色）     | 風中秀髮 1991年（棗色） | Burghclere    | Highclere        |
| 繁殖雌馬 音樂感 2002年（栗色） | Gold Way 1995年（栗色） | Goldneyev     | 雷利耶夫         |
| 繁殖雌馬 音樂感 2002年（栗色） | Gold Way 1995年（栗色） | Goldneyev     | Gold River       |
| 繁殖雌馬 音樂感 2002年（栗色） | Gold Way 1995年（栗色） | Blushing Away | 害羞新郎         |
| 繁殖雌馬 音樂感 2002年（栗色） | Gold Way 1995年（栗色） | Blushing Away | Sweet Revenge    |
| 繁殖雌馬 音樂感 2002年（栗色） | Mulika 1987年（棗色）   | Procida       | 淘金者           |
| 繁殖雌馬 音樂感 2002年（栗色） | Mulika 1987年（棗色）   | Procida       | With Distinction |
| 繁殖雌馬 音樂感 2002年（栗色） | Mulika 1987年（棗色）   | Gazelia       | Icecapade        |
| 繁殖雌馬 音樂感 2002年（栗色） | Mulika 1987年（棗色）   | Gazelia       | Dols Jaminque    |
| 雌系：號族：2-s                |                         |               |                  |
| 五代內近親交配：北地舞人 5×5   |                         |               |                  |

## 命名由來
名字中，Mikki（ミッキー）是馬主野田美月的冠名，出自其名字「美月」（ミズキ）之首尾音加上促音及長音而成，香港取音譯翻譯為「覓奇」，Queen（クイーン）即是皇后，香港則以代表皇后、妃嬪的「妃」作為翻譯。

## 外部連結
- 覓奇妃 netkeiba.com （页面存档备份，存于）
- 血統表 （页面存档备份，存于）